# Donkey Kong Jungle Beat
Donkey Kong Jungle Beat – komputerowa gra platformowa wydana w 2004 roku na konsolę GameCube (w 2008 na Wii), w której zamiast standardowego pada używa się DK Bongos, czyli bębnów stworzonych z myślą o grze muzycznej Donkey Konga.

## Rozgrywka
Donkey Kong Jungle Beat to połączenie platformówki z grą arcade. Aby przejść dany poziom, trzeba nie tylko dotrzeć do mety, ale także osiągnąć jak najwyższy wynik. Punkty przyznawane są za zebranie bananów, a następnie wykonanie jak największej ilości skoków bez dotknięcia podłoża bądź utraty zdrowia.
Sterowanie Donkey Kongiem odbywa się za pomocą bongosów, które podłącza się w miejsce standardowego pada. Uderzenie w prawy lub lewy bębenek sprawia, iż bohater idzie odpowiednio w prawo lub lewo; uderzenie w oba bębny naraz powoduje podskok, a klaśnięcie odpowiada za atak i zbieranie bananów.